# Rắn hổ đất nâu
Rắn hổ đất nâu (Danh pháp khoa học: Psammodynastes pulverulentus) là một loài rắn trong Họ Rắn nước phân bố ở châu Á. Loài này phân bố trên khắp vùng Đông Nam Á sang Nepal, Đài Loan và Philippines.

## Gallery

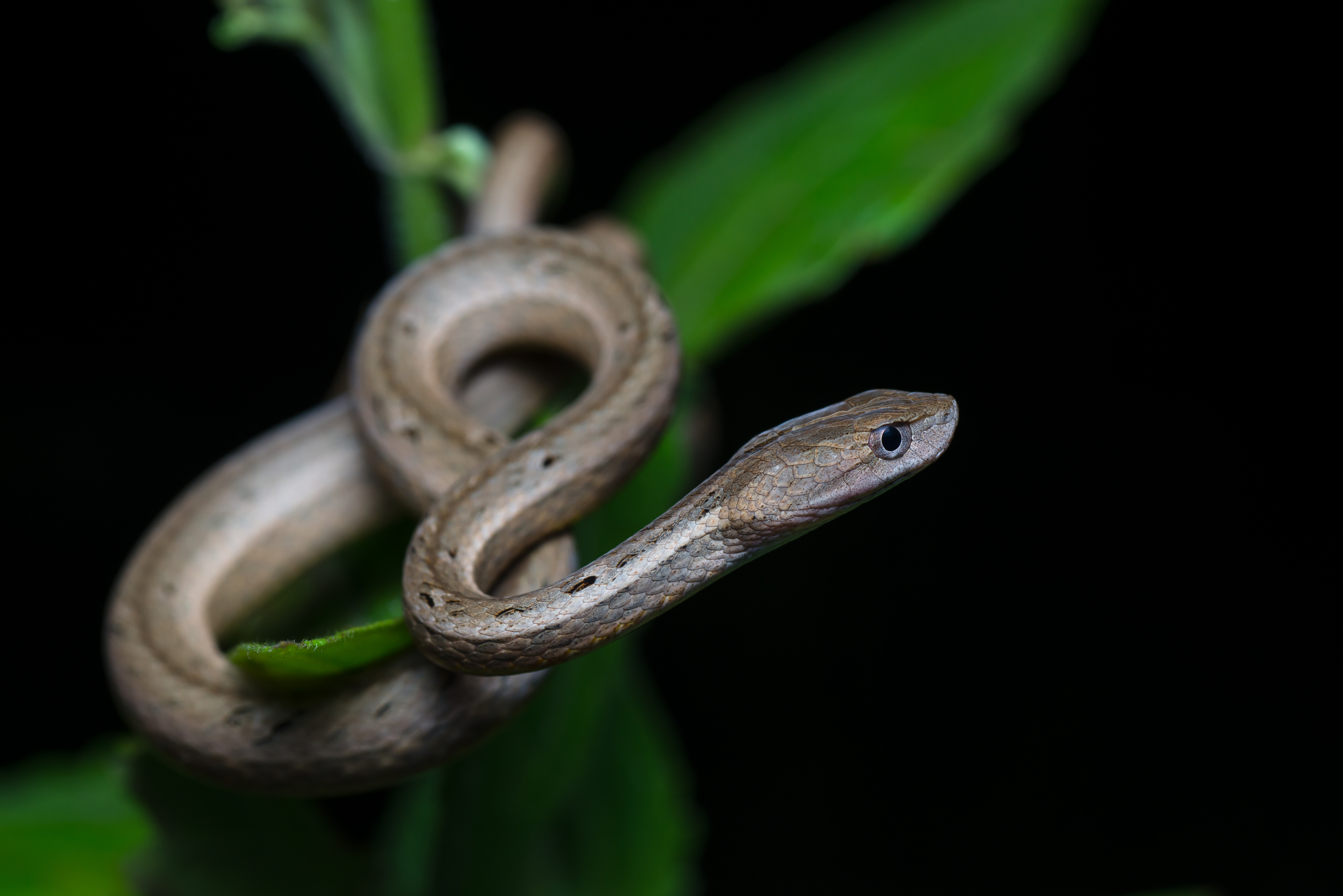
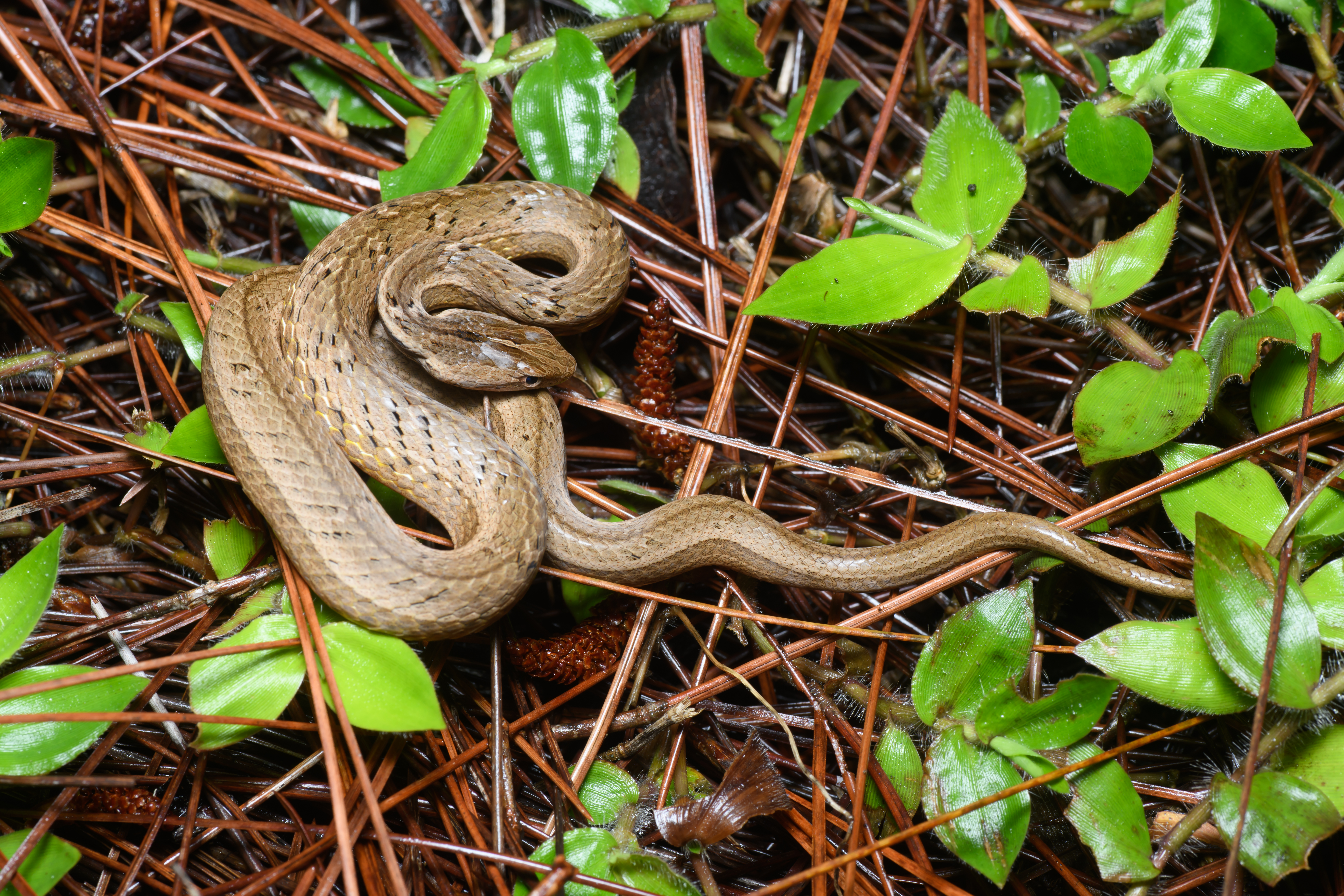
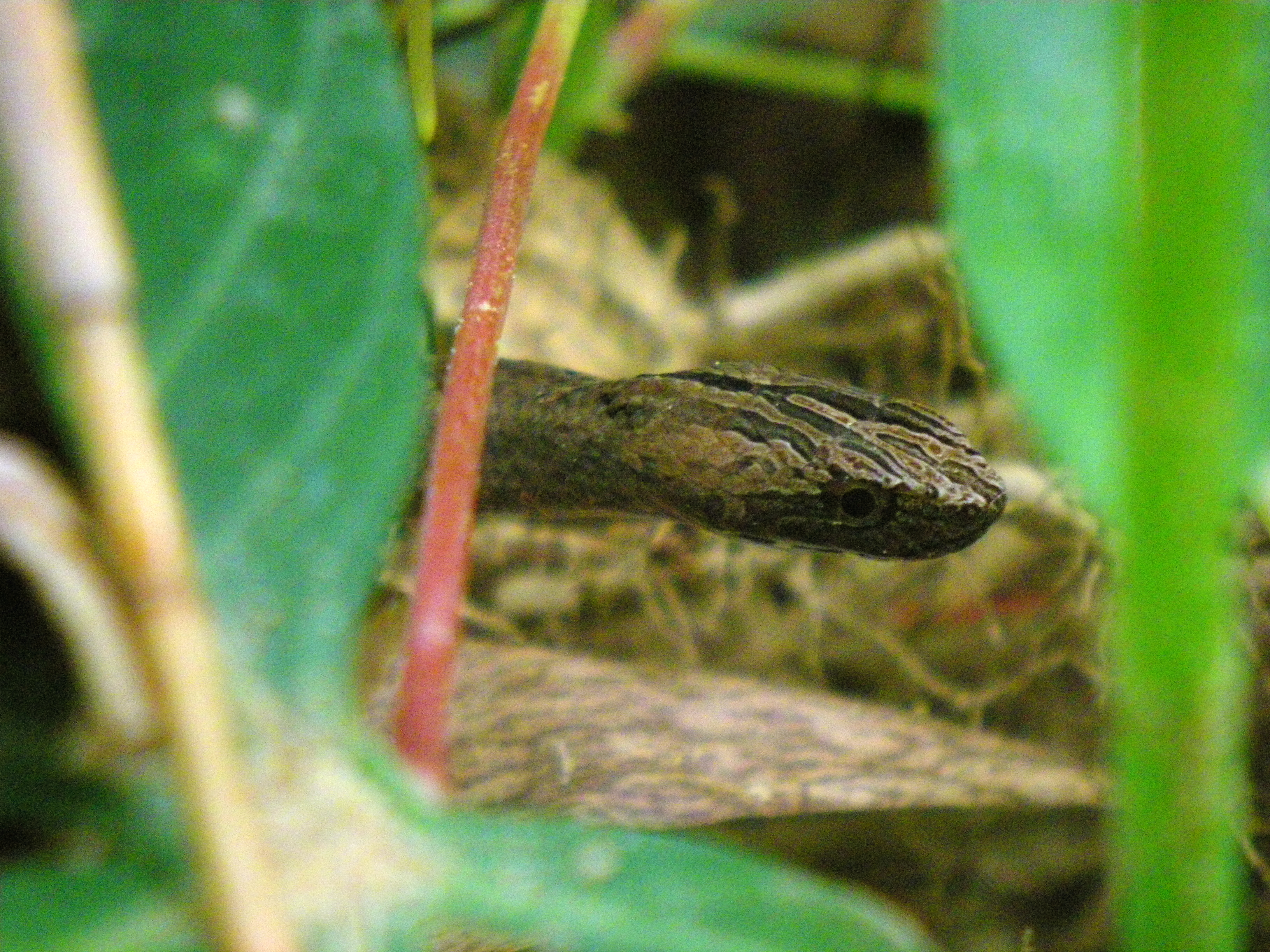

## Đặc điểm
Đầu chúng có hình tam giác rõ rệt và có răng nanh, do đó loài hổ đất nâu này thường bị nhầm lẫn với các loài rắn có nọc độc khác, tuy nhiên nó là loài rắn hoàn toàn vô hại. Với một đường nổi chạy dài từ mắt đến mõm, mắt to, đồng tử đứng. Thân hình trụ, vảy trơn láng. Màu nền là nâu hay đỏ nhạt, phần bụng nâu nhạt hoặc hồng chúng rất dễ nhận diện trong tự nhiên tuy hoa văn thường hay biến đổi theo sinh cảnh sống cho phù hợp với việc săn mồi và lẩn trốn kẻ thù tự nhiên. Thức ăn chủ yếu là thằn lằn và ếch và chúng săn mồi cả ngày lẫn đêm. Mỗi lứa đẻ từ 5 10 con, rắn con dài 15 - 1 8 cm trông giống rắn trưởng thành.